# Herrad Frey
Herrad Frey, född 25 augusti 1933, död 19 november 2022, var en fransk bågskytt. Han deltog vid olympiska sommarspelen 1972.